# АБ-44
Автомат Булкина образца 1944 года (АБ-44, ТКБ-356) — стрелковое оружие: опытный автомат, сконструированный А. А. Булкиным для участия в конкурсе 1944 года на автомат под новый промежуточный патрон 7,62 мм.

## История
История создания оружия непосредственно связана с конкурсом 1944 года на автомат под промежуточный патрон 7,62 мм. Одним из первых стал образец Алексея Булкина. Всего для конкурса 1944 года было сконструировано два автомата АБ-44. АБ-44 был единственным автоматом на конкурсе, имевшим запирание канала ствола поворотом затвора, чем он и заинтересовал конкурсную комиссию: использование поворотного затвора могло решить проблему тугой экстракции гильз и снижало нагрузку на ствольную коробку, создавая предпосылки к изготовлению её методом штамповки из стального листа, вместо дорогостоящей фрезеровки. Однако, автомат не удовлетворил требованиям конкурса по надёжности. При этом автомат Булкина, вместе с автоматом Судаева АС-44, показал лучшие результаты по кучности боя.
Хотя АБ-44 не получил дальнейшего развития, некоторые конструкторские решения (автоматика газоотводного типа, запирание ствола поворотом затвора) нашли применение в автомате АБ-46 (ТКБ-415), который стал самым серьезным конкурентом автомата Калашникова на новом конкурсе 1946—1948 гг.
По состоянию на 2021 год сохранившийся образец АБ-44 находится в фондах Военно-исторического музея артиллерии, инженерных войск и войск связи.

## Конструкция
Автоматика работала по принципу отвода части пороховых газов через отверстие в стенке ствола. Запирание канала ствола производилось поворотом затвора на три боевых упора, расположенных в его передней части, сцеплявшихся с муфтой ствола. Поворот затвора осуществлялся с помощью круглого стержня, смонтированного в затворной раме и расположенного поперёк продольной оси затвора, взаимодействовавшего с винтовой поверхностью на его хвостовике. Ударно-спусковой механизм — ударникового типа. Рукоятка перезаряжания располагалась на левой стороне автомата и была неподвижна при стрельбе. Автомат был оснащён складными сошками под стволом и устройством для крепления штыка СВТ-40.
Компоновка АБ-44 соответствовала ручному пулемёту, и имела сходство с опытным пулемётом Булкина ТКБ-335 1943 года: например, запирание ствола производилось поворотом затвора с боевыми упорами, заходившими за выступы ствольной муфты, магазин располагался сверху ствольной коробки. 